# Rumba royale
Pour plus de détails, voir Fiche technique et Distribution.
Rumba royale est un film congolais réalisé par Yohane Dean Lengol et Hamed Mobasser, dont la sortie est prévue le 12 décembre 2025,. Ce thriller historique se déroule à Léopoldville en 1959, à la veille de l’indépendance de la République démocratique du Congo,,,,.

## Synopsis
À l’aube de l’indépendance congolaise, un photographe bohème nommé Danel, incarné par Fally Ipupa, fréquente un club de rumba à Léopoldville, où les tensions montent entre colons et Congolais. L'intrigue explore les luttes identitaires, les conflits politiques et le rôle de la musique comme espace de résistance.

## Distribution
Sauf indication contraire, les informations mentionnées dans cette section peuvent être confirmées par les bases de données cinématographiques IMDb et Allociné,  présentes dans la section « Liens externes ».
- Fally Ipupa : Daniel
- Mélanie Bokata : Olive
- Olivier Loustau : Jean-Pierre
- Cécile Djunga : Amandine
- Patrick Kabundi : Sese
- Hénoc Kyombo : Albert
- Anzor Alem : Drill
- Diane Uwamahoro : Louise
- Coline Fouquet : Delphine

## Production
Le film est coproduit par Rodeo Chameleon Productions, Emotive Productions, Tosala Films, 1986 Corp. et Pathé Touch Afrique, qui assure également la distribution panafricaine. Il a été présenté en avant-première lors de l’événement AfroBerlin, en marge de la Berlinale 2025,,

## Contexte et thématiques
Inspiré par l’histoire coloniale du Congo et la richesse de la rumba congolaise, Rumba Royale traite des enjeux de pouvoir, de culture et d’émancipation à travers une narration musicale et symbolique. Les réalisateurs le décrivent comme « une lettre d’amour au Congo et à son patrimoine culturel »,,.